# Кідалт
Кідалт (від англійських слів kid і adult — kidult, тобто «доросла дитина») — один з видів інфантилізму, синдром, при якому доросла людина має дитячі хобі чи захоплення. Також це психологічний стан, при якому дорослий «у душі залишається дитиною». Іноді цей стан називають синдромом Пітера Пена, синдромом Карлсона, а його представників — кідалтами. Вважається, що кідалти своїми дитячими захопленнями прагнуть втекти від непривабливої дійсності і життєвих проблем.

## Історія
У минулому в психології існувало поняття puer aeternus, або «вічний хлопчик». Сьогодні це поняття, яке часто називають синдромом Пітера Пена, означає людину, яка емоційно залишається на рівні підлітка або навіть дитини. Назва походить від архетипного літературного вічного хлопчика Пітера Пена.
Термін «кідалт» вперше був використаний у 1950-х роках телевізійною індустрією для позначення дорослих глядачів, які насолоджувалися телевізійними програмами, орієнтованими на дітей. Наприклад, програма «Громовержці» була розроблена спеціально для того, щоб заробити на цій демографічній групі «кідульту», і виходила в ефір у вечірній, а не в денний час.
Одним з найвідоміших і крайніх випадків синдрому Пітера Пена та ментальності «кідплт» є Майкл Джексон. Джексон відкрито заявляв, що не хоче дорослішати, і володів великою колекцією аркадних ігор, іграшкових машинок і пам'ятних речей з фентезі та наукової фантастики. Майкл також захоплювався персонажем Пітера Пена і намагався створити тематичний парк на своїй території під назвою Neverland Ranch.

### Сучасне використання
Набирає обертів ціла індустрія товарів, розрахованих на кідалтів: для чоловіків — комп'ютерні ігри, круті гаджети, колекційні солдатики, суперсучасні самокати або скутери; для дівчат — одяг в стилі Пеппі Довгапанчоха, футболки із зображенням героїв японських мультфільмів, яскраві пластмасові намиста тощо.
На початку 21 століття повідомлялося, що для дорослої людини захоплення, яких традиційно очікують лише від дітей, не обов'язково є аномалією. Індустрія розваг швидко визнала тенденцію і запровадила спеціальну категорію «кідалт» речей, що продаються і для дітей, і для дорослих. Величезні успіхи таких фільмів, як Шрек та Гаррі Поттер, мультиплікаційних телевізійних серіалів, таких як «My Little Pony: Дружба — це диво», — цільова демографічна група молодих дівчат, художня література для дорослих, яка традиційно орієнтована на підлітків та факт, що Діснейленд є одним із найкращих світових напрямків відпустки для дорослих (без дітей), схоже, вказує на те, що «дитячий вік» — явище дуже поширене. І на відміну від puer aeternus, «дитячодорослі» успішно беруть на себе відповідальність як зрілі люди з інтересами не дорослих. Крістофер Ноксон у доповіді Колберта 29 червня 2006 року зауважив, що «існує велика різниця між дитячістю та інфантильністю».
Карен Брукс писала про те, що вона називає «комерціалізацією молодості»: артисти продають «підлітковий дух» дорослим, яких у минулому називали «молодими в душі».